# Becker (Minnesota)
Becker é uma cidade localizada no estado americano de Minnesota, no Condado de Sherburne.

## Demografia
Segundo o censo americano de 2000, a sua população era de 2673 habitantes. 
Em 2006, foi estimada uma população de 4048, um aumento de 1375 (51.4%).

## Geografia
De acordo com o United States Census Bureau tem uma área de 
23,5 km², dos quais 22,4 km² cobertos por terra e 1,1 km² cobertos por água. Becker localiza-se a aproximadamente 296 m acima do nível do mar.

## Localidades na vizinhança
O diagrama seguinte representa as localidades num raio de 24 km ao redor de Becker. 